# الحفيرة (محافظة المويه)
الحفيرة قرية سعودية، في محافظة المويه بمنطقة مكة المكرمة، تقع في شمال شرق مدينة الطائف بمسافة نحو (280 ) كم.

## التاريخ
قرية الحفيرة و تبعد عن محافظة المويه (50) كم و يمر بها الطريق السريع الذي يربط منطقة الرياض بمنطقة مكة المكرمة وكانت ممرا مهما في السابق للحجاج قبل قيام الدولة السعودية الثالثة.

## وصلات خارجية
- محافظة المويه
- الحوميات (عفيف)

## أنظر أيضًا
- الخنفرية
- الدعكا
- الذويب